# Boulevard des Libérateurs
Le boulevard des Libérateurs est une voie marseillaise située dans les 11e et 12e arrondissements de Marseille. 

## Situation et accès
Elle va de la route de la Valentine au noyau villageois des Caillols.
Elle démarre dans le quartier de Saint-Marcel à l’intersection avec la route départementale 2. Elle traverse de petites villas et passe sous le pont de l’A50, le tout sur une section étroite entre le début de la rue et l’hôpital Valvert. Le reste de la rue est assez large jusqu’au village des Caillols.
La voie mesure 2 041 mètres de long pour 7 mètres de large.
Elle est desservie par les lignes de bus    de la RTM entre la traverse des Butris et l’hôpital depuis 2007. Elle le fut auparavant par la ligne 14.

## Origine du nom
La rue doit son nom aux soldats ayant contribué à la Libération de Marseille le 28 août 1944.

## Historique
Cette voie qui s'appelait auparavant « boulevard du Président », en hommage au Président de la République Albert Lebrun parrain du 13e enfant de M. Alexis, habitant à proximité immédiate de la rue, est classée dans la voirie de Marseille le 9 juillet 1959.
Son nom actuel est décidé par délibération du Conseil municipal du 23 juillet 1945.

## Bâtiments remarquables et lieux de mémoire
- Au numéro 45 se trouve la déchèterie des Libérateurs.
- Au numéro 78 se trouve l’hôpital psychiatrique Valvert.
- Au numéro 91 se trouve l'une des entrées de la cité de la Rouguière. Un jardin partagé s'y trouve.
- Au numéro 134 se trouve le lycée privé de la Cadenelle.
- À l’angle avec l’avenue des Cigalons se trouve le stade des Caillols Arsène-Manelli.
- Au numéro 161 se trouvait le cinéma Le Stade construit en 1954 et fermé en 1981, l'un des derniers cinémas de la périphérie de la ville[1].